# Golshifteh Farahani
Golshifteh Farahani (en persa: گلشیفته فراهانی‎), nombre artístico de Rahavard Farahani (Teherán, Irán, 10 de julio de 1983) es una actriz, música y cantante iraní nacionalizada francesa. Ha actuado en una veintena de películas, muchas de las cuales han recibido reconocimiento internacional. Fue nominada para el premio a la actriz revelación por The Patience Stone en los Premios César de 2014 y ganó el premio a la Mejor Actriz por Boutique en el 26 Festival de los 3 Continentes (Nantes, Francia). En los últimos años, ha realizado papeles en películas de directores como Asghar Farhadi, Bahman Ghobadi, Rasol Mollagholipoor, Jim Jarmusch, Ridley Scott, Joachim Rønning o Espen Sandberg.
Después de su actuación en la película estadounidense Body of Lies trascendió que las autoridades iraníes le habrían impedido salir de Irán. Sin embargo, esto fue negado por sus colegas y ella acudió más adelante al estreno de la película en Estados Unidos. La última actuación cinematográfica de Golshifteh en Irán fue en About Elly, dirigida por Asghar Farhadi. La película ganó el premio a la mejor película en el Festival de Cine Tribeca de 2009. Además, ganó un Oso de Plata en el Festival Internacional de Cine de Berlín de 2009.
En enero de 2012, realizó una campaña contra la represión de la mujer en Irán, posando desnuda en la revista francesa Madame Figaro.

## Biografía
Golshifteh Farahani nació el 10 de julio de 1983 en Teherán, hija de Behzad Farahani, director y actor de teatro, y Fahimeh Rahim Nia. Su hermana es la actriz Shaghayegh Farahani. Golshifteh Farahani comenzó a estudiar música y tocar el piano a la edad de cinco años. Más tarde ingresó en una escuela de música en Teherán y a los 14 años fue seleccionada para protagonizar El árbol de las peras, de Dariush Mehrjui. Por este trabajo ganó el Crystal Roc a la Mejor Actriz en la sección internacional del 16.º Festival internacional de Cine Fajr, en Teherán.
En 2008 participó en la película Red de mentiras, protagonizada por Leonardo DiCaprio. Además, Golshifteh Farahani formaba parte de una banda de rock "Kooch Neshin" ("Nómadas"), que ganó el premio de la 2nd Tehran Avenue de rock de 2009. Desde que abandonó Irán, también ha continuado su carrera musical, componiendo junto al también músico iraní exiliado, Mohsen Namjoo, su álbum Oy, editado en octubre de 2009. Desde su traslado a Francia, ha trabajado con directores como Roland Joffe, Hiner Saleem o Marjane Satrapi. También fue miembro del jurado internacional en el 63.º Festival de Cine de Locarno.
En 2012 actuó en la película La piedra de la paciencia, dirigida por Atiq Rahimi sobre guion de su propia novela. Su siguiente película fue Rumi's Kimia, de Dariush Mehrjui, basada en la novela Kimia Khatoon, de Saideh Ghods.
En 2016 interpretó a Anna Karenina en el théâtre de la Tempête de París y recibió excelentes críticas de toda la prensa francesa. El mismo año coprotagonizó con Adam Driver la película Paterson de Jim Jarmusch. En 2017, apareció en la película Piratas del Caribe: La venganza de Salazar, de la serie protagonizada por Johnny Depp.

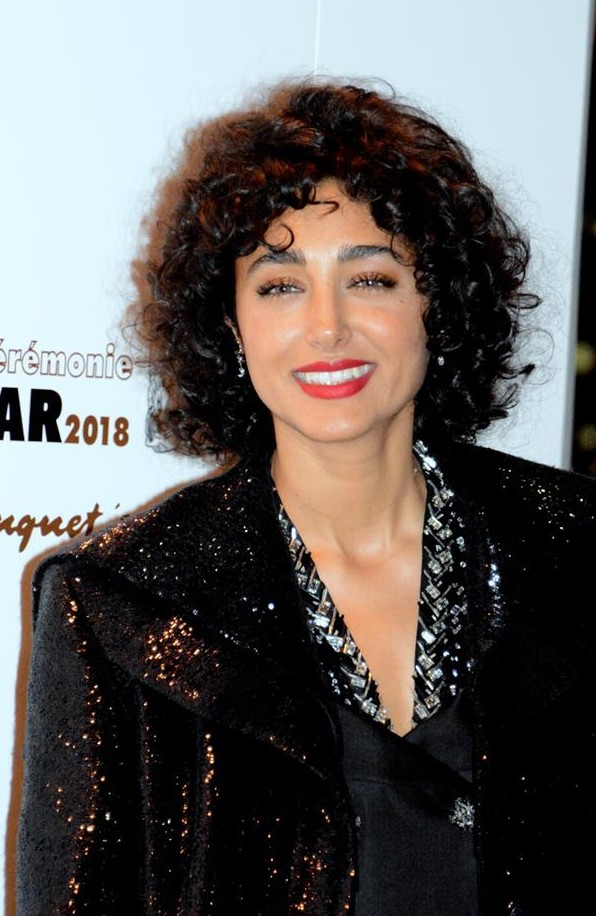
Golshifteh Farahani en la ceremonia de entrega de los premios César 2018.

## Polémicas
El 8 de agosto de 2008 abandonó su país, tras numerosos problemas con las autoridades. Tras pasar unos años en Francia, en enero de 2012 la actriz posó desnuda para la publicación francesa Le Figaro, en un gesto de protesta contra la represión a las mujeres en Irán. A los pocos días, el diario británico Daily Telegraph informaba que funcionarios del gobierno dijeron a Farahani que "Irán no necesita actores ni artistas como tú. Puede ofrecer sus servicios artísticos en otro lugar".
En febrero de 2012, la actriz apareció desnuda en el cortometraje en blanco y negro Corps et Âmes, de Jean-Baptiste Mondino.

## Filmografía
| Año  | Título                                                                  | Papel          | Notas |
| ---- | ----------------------------------------------------------------------- | -------------- | --- |
| 1997 | The Pear Tree Derakht e Golabie                                         | Mim            | Mejor película en el Chicago Film Festival Mejor actriz sección internacional en el Fajr Film Festival Mejor Cinematografía en el Fajr Film Festival                                       |
| 2000 | Haft Parde (Seven Acts)                                                 | The Angel      | (rodada en Irán) |
| 2001 | Zamaneh (Times)                                                         | Zamaneh        | |
| 2002 | Jayee Digar (Somewhere Else)                                            | Raha           | |
| 2003 | Deux fereshté (Two Angels)                                              | Azar           | (rodada en Irán), Seleccionada para la Semaine de la Critique y Cannes Film Festival |
| 2003 | Boutique                                                                | Eti            | Mejor actriz en el Festival de los 3 Continentes de Nantes Mejor ópera prima en el Fajr Film Festival Mejor actriz en el House of Cinema Festival (Teherán)                                |
| 2004 | Ashk-e Sarma (The Tear of the Cold)                                     | Ronak          | Mejor película y Mejor actriz en el Kazan International Film Festival seleccionada en el Fukuoka International Film Festival (Japón) Mejor actriz en el House of Cinema Festival (Teherán) |
| 2004 | Bab'Aziz: Le prince qui contemplait son âme                             | Noor           | (rodada en Irán) Mejor película en el Muscat Film Festival Mejor película en la sección espiritual del Fajr Film Festival                                                                  |
| 2005 | The Fish Fall in Love                                                   | Touka          | Seleccionada para el Rotterdam Film Festival |
| 2005 | Be Nam-e Pedar (In the Name of the Father)                              | Habibeh        | Mejor película en el Fajr Film Festival |
| 2006 | Gis Borideh                                                             | Mariam         | |
| 2006 | Niwemang (Half Moon)                                                    | Niwemang       | (rodada en Irán) Best film & Best Photography at San Sebastián Film Festival People's Choice at Istanbul Film Festival selected at Toronto Film Festival & at Tribeca Film Festival        |
| 2007 | Mim Mesle Madar (M for Mother)                                          | Sepideh        | Best Film at Rome International Festival of Cinema and Religion Best Actress at Kazan Film Festival                                                                                        |
| 2007 | To Each His Cinema (cortometraje)                                       | Self           | (rodada en Irán) presentada en Cannes Film Festival |
| 2007 | Santouri (Santouri The Music Man)                                       | Hanieh         | (rodada en Irán) Votación popular en el Fajr Film Festival |
| 2008 | Shirin                                                                  | Self           | shown at Venice Film Festival |
| 2008 | Hamisheh Paye Yek Zan Dar Miyan Ast (There's Always a Woman in Between) | Mariam         | Votación popular en el Fajr Film Festival |
| 2008 | Divar (The Wall)                                                        | Setareh        | Mejor fotografía en el Fajr Film Festival seleccionada en el Tokyo Film Festival y Taormina Film Festival                                                                                  |
| 2008 | Body of Lies                                                            | Aisha          | Dirigida por Ridley Scott, con Leonardo DiCaprio y Russell Crowe |
| 2009 | About Elly (Darbareye Elly)                                             | Sepideh        | Oso de plata y Mejor Director en el Berlin Film Festival Mejor película en el Tribeca Film Festival Mejor Director y Votación popular en Fajr Film Festival                                |
| 2010 | Si Tu Meurs, Je Te Tue (I'll Kill You If You Die)                       | Siba           | Dirigida por Huner Saleem, con Jonathan Zaccai |
| 2011 | There Be Dragons                                                        | Leila          | Dirigida por Roland Joffe, con Charlie Cox, Wes Bentley, Dougray Scott y Olga Kurylenko |
| 2011 | Chicken With Plums (Poulet Aux Prunes)                                  | Iran           | Dirigida por Marjan Satrapi, con Mathieu Amalric y Isabella Rossellini |
| 2012 | Just Like a Woman                                                       | Mona           | Dirigida por Rachid Bouchareb, con Sienna Miller |
| 2012 | La piedra de la paciencia                                               |                | Dirigida por Atiq Rahimi |
| 2013 | My Sweet Pepperland                                                     | Govend         | Dirigida por Huner Saleem |
| 2014 | Eden                                                                    | Yasmin         | Dirigida por Mia Hansen-Løve |
| 2014 | Exodus: Gods and Kings                                                  | Nefertari      | Dirigida por Ridley Scott |
| 2014 | Rosewater                                                               | Maryam Bahari  | Dirigida por Jon Stewart |
| 2015 | Les Deux Amis                                                           | Mona           | Dirigida por Louis Garrel |
| 2015 | Go Home                                                                 | Nada           | Dirigida por Jihane Chouaib |
| 2015 | Ports of Calls                                                          | Clara          | Dirigida por Atique Rahimi |
| 2016 | Altamira                                                                | Conchita       | Dirigida por Hugh Hudson |
| 2016 | Paterson                                                                | Laura          | Dirigida por Jim Jarmusch |
| 2016 | Sophie's Misfortunes                                                    | Madame de Réan | Dirigida por Christophe Honoré |
| 2017 | The Song of Scorpions                                                   | Nooran         | Dirigida por Anup Singh |
| 2017 | Piratas del Caribe: La venganza de Salazar                              | Shansa         | |
| 2017 | Refuge                                                                  | Lina Haddad    | Dirigida por Eran Riklis |
| 2018 | The Upside                                                              |                | Dirigida por Neil Burger |
| 2018 | Les filles du soleil (Girls of the Sun)]]                               | Bahar          | Dirigida por Eva Husson |
| 2019 | Un divan à Tunis                                                        | Selma          | Dirigida por Manele Labidi |
| 2020 | Extraction                                                              | Nik Kahn       | Dirigida por Sam Hargrave |
| 2023 | Extraction 2                                                            | Nik Kahn       | Dirigida por Sam Hargrave |
|      | Hood Witch (Rokya)                                                      | Nour           | Dirigida por Saïd Belktibia |